# フィアット・132
132は、フィアットが製造販売していた自動車である。

## 概要
1972年5月に発表された132は、DOHCエンジンを搭載したスポーティーで手軽な4ドアファミリーセダン 125の後継車として誕生した。ボディタイプは125と同じく4ドアセダンのみで、DOHCエンジンは標準型では従来の1,592cc 98馬力を流用したが、上級のスペシャルには124スポルトクーペ・スパイダーと同じ1,756cc 111馬力が与えられた。一方、車体は大型化され、デザイン的にも上級車の130や、同年にデビューしたBMW・520(初代)に似たスタイルとなった。この結果車両重量は重くなり、操縦性も鈍いステアリングと強いアンダーステアリング特性を示し、125のスポーツサルーン的な持ち味は失われた。
1976年にはマイナーチェンジを受け、車種体系がGLとGLS(従来のスペシャル)の二本立てとされ、フロントグリルの変更やサイドモールの追加が行なわれた。この際、不評であった操縦性にも改善が加えられたが、人気回復には至らなかった。
翌1977年には再度のマイナーチェンジを受け、インテリアデザインの変更や大型バンパー採用が行われ、1,995cc 112馬力と同燃料噴射付き122馬力モデルが1800に代わって登場した。これは1976年に130が生産中止となり、132はフィアットブランドの最上級モデルとして、よりフォーマルな乗用車としての役割が期待され始めたためで、イタリアでは運転手付きで使用される例も多く、防弾装甲が施される例もあった。1978年には2,435ccディーゼルエンジン車も追加された。また1,600ccエンジンは1,585cc 90馬力の新エンジンに換えられた。

### イタリア国外での生産
スペインではセアト・132として1973年から 1982年まで生産された他、 現地組み立ての形でポーランドで「ポルスキー・フィアット132P」として生産され、要人警護用のパトカーに広く用いられた。また、マレーシアでも組み立てられた他、韓国でも起亞産業がライセンス生産した。しかし、前身の125やワンクラス下の131と比較して人気薄のモデルであったため、海外提携に熱心であった当時のフィアット車としては、海外生産台数は少な目であった。